# Looking Forward
Looking Forward är ett musikalbum från 1999 av Crosby, Stills, Nash and Young.

## Låtlista
1. "Faith in Me" (Stephen Stills/Joe Vitale) - 4:18
2. "Looking Forward" (Neil Young) - 3:06
3. "Stand and Be Counted" (David Crosby/James Raymond) - 4:50
4. "Heartland" (Graham Nash) - 4:25
5. "Seen Enough" (Stephen Stills) - 5:11
6. "Slowpoke" (Neil Young) - 4:32
7. "Dream for Him" (David Crosby) - 4:59
8. "No Tears Left" (Stephen Stills) - 5:04
9. "Out of Control" (Neil Young) - 4:07
10. "Someday Soon" (Graham Nash) - 3:42
11. "Queen of Them All" (Neil Young) - 4:20
12. "Sanibel" (Denny Sarokin) - 4:20